# Medetera pachyneura
Medetera pachyneura är en tvåvingeart som beskrevs av Henk J.G. Meuffels och Patrick Grootaert 2007. Medetera pachyneura ingår i släktet Medetera och familjen styltflugor.
Artens utbredningsområde är Seychellerna. Inga underarter finns listade i Catalogue of Life.